# 喬治斯·帕帕卡齊斯
喬治斯·帕帕卡齊斯 （1905年—1991年）是一位希臘法学家。他於1905年出生在哈尔基斯，並在雅典大学學習法律，於1932年獲得法律博士學位。帕帕卡齊斯主要在社會學和行政法領域發表學術論文。他於1991年在雅典去世。

## 作品
他的出版作品之一是據稱由保羅·阿馬迪斯·迪納赫（Paul Amadeus Dienach）教授撰寫的日記。內容是1921年，保羅·阿馬迪斯·迪納赫因為嗜睡症陷入了一年的昏迷，在此期間，他的意識穿越至3906年，進入安德烈亚斯·诺瑟姆（Andreas Northtam）的體内，在那裡生活了一年。 醒來後，他記錄了自己在未來的經歷，這些記錄後來被整理成《未來編年史》（英語：Chronicles From The Future）一書。在迪納赫因肺結核去世前，他將用德語撰寫的日記交給了喬治斯·帕帕卡齊斯，並囑託他翻譯為希臘語，以作為提升其德語能力的練習。
該書最早於1973年出版，後於1979年以《玫瑰谷》為名重新出版，並附有多篇與此書相關的研究文章。

## 經歷
帕帕卡齊斯於1943年至1967年間擔任派迪昂大學行政法教授，直到被1967年到1974年間執政的希臘軍政府時期被解職。他是派迪昂大學於1927年成立後首批傑出的希臘教授之一，對該大學的課程發展作出了重要貢獻。他還於1964年至1965年間擔任該大學的校長。
1929年，隨著國務院的成立，帕帕卡齊斯被接納為國務院成員，在約120位申請者中，他在希臘最高行政法院審計員十個職位的入職考試中排名第二，僅次於米海爾·斯塔西諾普洛斯。他曾擔任國務院第二部門主席（1963-1968）以及副主席（1969）。
1947年，他擔任佐澤卡尼索斯群島行政機構的秘書。他還是帕爾納索斯文學協會的名譽副會長。
1991年，喬治斯·帕帕卡齊斯在雅典去世。 

## 外部連結
- 1964-1965  喬治斯·帕帕哈齊斯教區长：1964年10月3日，喬治斯·帕帕卡齊斯校长出席 （页面存档备份，存于）派迪昂大學讓·勒薩熱博士學位授予儀式。
- 希臘國家文獻中心 - 第十九届会议：1932 年 6 月 1 日： 喬治斯·帕帕卡齊斯博士奖的存檔，存档日期2019-02-07.
- 帕纳索斯文学杂志：稀有卷册